# 미국 시민 자유 연맹
미국 시민 자유 연맹(영어: American Civil Liberties Union, ACLU)은 1920년에 설립된 미국의 비영리 인권 단체이다. 소송과 로비를 통해 활동을 전개하며 "미국의 헌법과 법률에 의해 모든 사람에게 보장된 개인의 자유와 권리를 방어하고 보존하는 것"을 목표로 한다. ACLU는 2018년 7월 기준으로 180만 명의 회원이 있으며 연 3억 달러의 예산을 집행한다. ACLU는 미국의 50개 주 모두와 워싱턴 D.C., 푸에르토리코에 지부를 두고 있다. ACLU는 시민 자유가 침해될 위험이 있다고 여겨지는 사건에 법적 도움을 제공하는데, 직접 소송을 대리하기도 하고, 이미 다른 로펌이 소송을 대리하는 경우 법정조언자로서 서면을 준비하기도 한다.
개인과 단체에 대한 법적 지원 외에도 ACLU는 여러 정책적 입장에 대해 로비 활동을 벌인다. 현재 ACLU의 정책적 입장으로는 사형제 반대, 동성결혼 지지, 동성부부의 입양권 지지, 피임과 낙태 등 재생산권 지지, 여성과 소수자에 대한 차별 철폐, 탈구금화(decarceration), 제대군인의 주거권과 노동권 보호, 성범죄자 등록제도 개혁 및 초범자의 주거권과 노동권 보호, 수감자의 권리 보호 및 고문 반대, 정교분리 원칙 준수 등이 있다.
법적으로 ACLU는 두 개의 비영리 조직으로 이루어져 있는데, 하나는 501(c)(4) 사회복지단체인 미국 시민 자유 연맹(American Civil Liberties Union)이고, 다른 하나는 501(c)(3) 자선단체인 ACLU 재단(ACLU Foundation)이다. 전자에 대한 기부금만이 정치적 로비에 제한 없이 사용될 수 있고, 후자에 대한 기부금만이 세금 공제를 받을 수 있다. 두 조직은 사무실과 직원을 공유한다.

## 조직

### 지도부
ACLU는 회장과 전무이사가 지휘한다. 2024년 3월 기준으로 데보라 아처와 앤서니 D. 로메로가 각각 그 자리를 맡고 있다. 회장은 ACLU 이사회의 장(長)으로서 자금 조달을 총괄하고 의제 설정을 촉진한다. 전무이사는 조직의 일상적 사무를 관리한다. 이사회는 미국 각 지부의 대표를 포함한 80인으로 구성된다. ACLU 본부는 뉴욕 맨해튼 브로드 스트리트 125번지의 고층 빌딩에 위치해 있다.
정책 결정에 있어 ACLU 지도부의 의견이 언제나 일치하지는 않는다. 지도부 내의 의견차는 때로 커다란 논쟁으로 비화하기도 했다. 1937년에는 헨리 포드가 반(反)노조 선전물을 배포할 권리를 옹호해야 할지를 두고 격한 논쟁이 일었다. 1939년에는 공산주의자들이 ACLU 지도부에서 자리를 맡는 것을 금지할지를 두고 열띤 논쟁이 벌어졌다. 1950년대 초반 매카시즘 시기에 ACLU 이사회는 공산주의자들을 변호해야 할지를 두고 입장이 갈렸다. 1968년에는 벤저민 스폭의 베트남전 반대 활동을 변호해야 할지를 두고 분열이 발생했다. 1973년 워터게이트 사건이 벌어지고 있을 때 지도부는 처음에 리처드 닉슨 대통령의 탄핵과 사퇴를 요구할지를 놓고 의견이 갈렸다. 2005년에는 ACLU 직원들이 조직 내부의 논쟁을 공표하지 못하도록 함구령을 내릴 것인지를 놓고 갈등이 생겼다.

### 지부
ACLU 업무의 대부분은 지역 지부에서 수행한다. 미국의 모든 주와 워싱턴 D.C., 푸에르토리코에는 각각 적어도 하나의 ACLU 지부가 있고, 캘리포니아주에는 3개의 지부가 있다. 지부는 중앙으로부터 자율적으로 운영되며, 자체적인 직원, 전무이사, 이사회, 예산을 지닌다. 각 지부는 두 개의 비영리단체로 구성되는데, 하나는 ACLU 재단이라 불리며 로비를 하지 않는 501(c)(3) 단체이고, 다른 하나는 ACLU라 불리며 로비를 할 수 있는 501(c)(4) 단체이다.
지부는 ACLU 조직의 기본 단위로서 소송, 로비, 교육 활동을 수행한다. 예를 들어, 2020년에 ACLU의 뉴저지주 지부는 뉴저지주 대법원에서 26건의 재판에 참여했는데, 이는 동 법원에서 심리한 전체 사건의 약 3분의 1에 달했다. 이들은 여러 단체에 5만 건 이상의 이메일을 보냈고 28명의 전업 직원을 두고 있었다.

## 역사

### 초창기

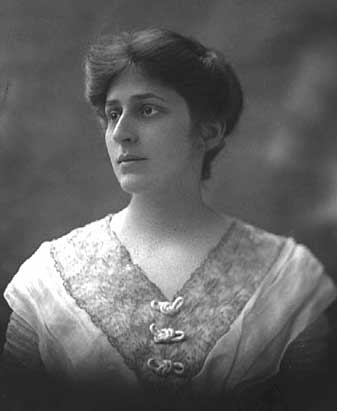
ACLU의 전신인 CLB의 공동 창립자 크리스털 이스트먼

미국 시민 자유 연맹의 전신은 1917년 제1차 세계대전 중에 크리스털 이스트먼과 로저 볼드윈이 설립한 전미 시민 자유 사무국(영어: National Civil Liberties Bureau, CLB)이다. CLB의 활동은 표현의 자유(특히 전쟁 반대 표현) 옹호 및 양심적 병역 거부자 지원에 초점을 두었다. 1918년에 이스트먼은 건강 문제로 CLB를 떠났다. 혼자서 조직을 이끌게 된 로저 볼드윈은 소송이 아닌 직접 행동과 대중 교육으로 활동의 초점을 바꿔야 한다고 주장했다.
CLB의 이사진은 볼드윈의 주장에 동의했고, 1920년 1월 19일 미국 시민 자유 연맹(ACLU)을 설립했다. 당시 미국에는 전미 유색인 지위 향상 협회(NAACP)와 반명예훼손연맹(ADL) 등의 민권 운동 단체가 있었지만, 그러한 단체 중에 특정한 인구 집단이나 단일한 주제를 대변하지 않은 것은 미국 시민 자유 연맹이 최초였다. CLB처럼 NAACP는 시민의 권리를 위한 소송전을 펼쳤는데, 20세기 초 미국 남부에서 흑인의 선거권 제한을 뒤집기 위한 노력이 그 예이다.
ACLU의 첫 수십 년 동안 볼드윈은 계속해서 조직을 이끌었다. 그의 카리스마와 열정은 수많은 지지자를 ACLU 이사회와 지도부로 끌어들였다. ACLU의 활동은 집행위원회가 지도했으며 특별히 민주적이거나 평등주의적이지는 않았다. ACLU 본부는 뉴욕 출신들이 지배했다. ACLU의 예산 대부분은 갈런드 기금(Garland Fund) 등 자선 단체로부터 왔다.
루실 번하이머 밀너는 ACLU의 공동 창립자 중 하나였다. 그는 한때 ACLU의 사무국장으로도 일했다.

### 표현의 자유 시기

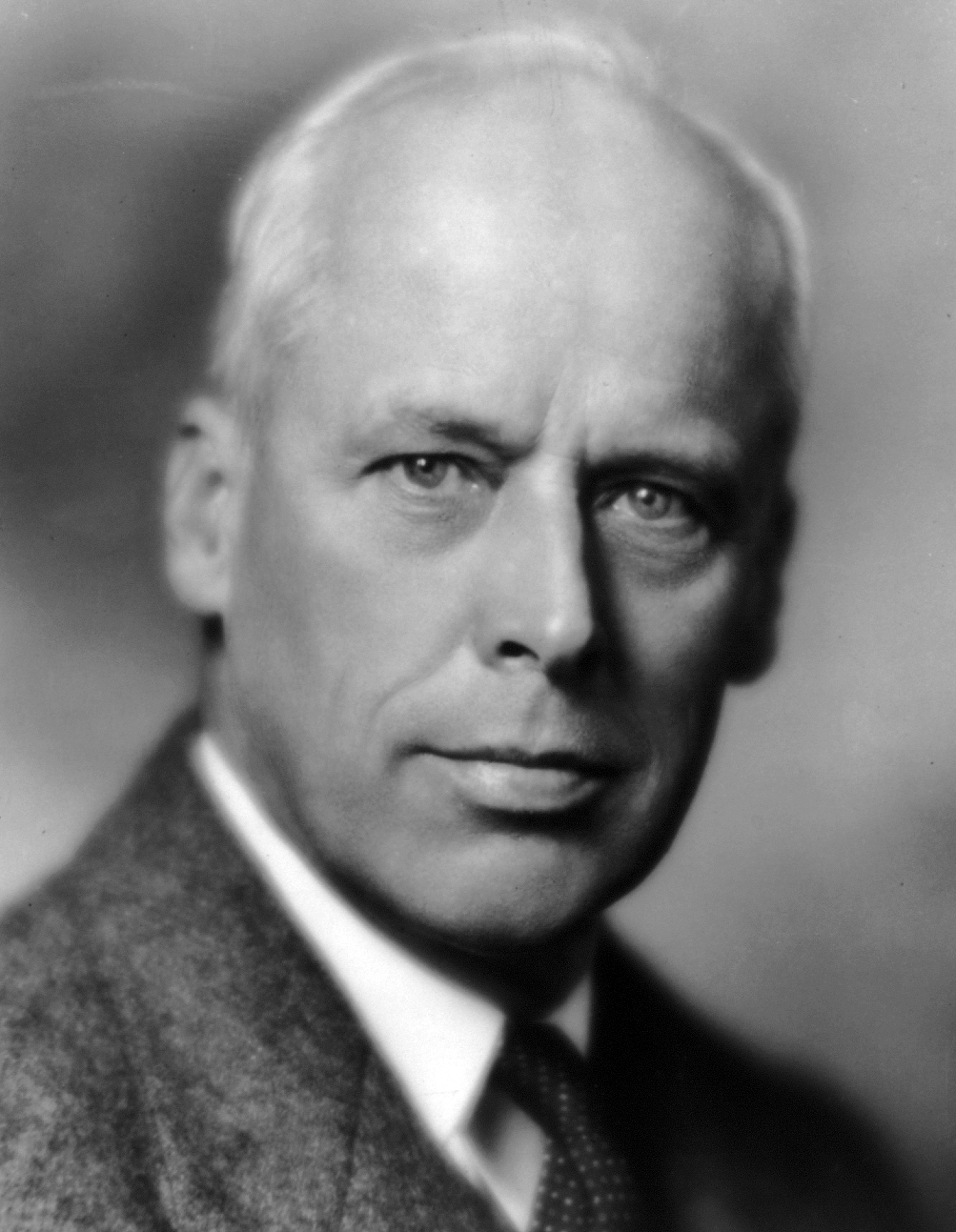
초기 ACLU의 지도자 중 하나인 노먼 토머스

1920년대에 ACLU는 표현의 자유, 특히 노동운동을 위한 표현의 자유에 초점을 맞췄다. ACLU 활동의 대부분은 노동운동과 연관되어 있었기 때문에, ACLU 자체도 미국의 주요 보수 단체들로부터 집중 포화를 받게 되었다. ACLU 지도부는 시민권 침해에 맞설 방법을 두고 입장이 갈렸다. 볼드윈, 아서 가필드 헤이스, 노먼 토머스 등이 속한 한 집단은 직접적이고 전투적인 행동이 최선의 길이라 생각했다. 월터 넬스와 월터 폴락 등이 속한 다른 집단은 연방대법원에서 벌이는 소송전이 변화를 이룩하기 위한 가장 좋은 방법이라 보았다. ACLU는 노동운동 외에 예컨대 공립학교에서의 표현의 자유 증진을 위해서도 활동을 펼쳤다. 1921년에 ACLU는 뉴욕의 공립학교에서 발언하는 것이 금지되었다. ACLU는 NAACP와 협력하여 인종차별 사건에도 조력을 제공했다. ACLU는 내용을 불문하고 표현의 자유를 옹호하였다. 예를 들어, ACLU는 자주 반가톨릭·반흑인 단체인 쿠 클럭스 클랜(KKK)에 대항하는 활동을 벌였음에도 불구하고 1932년에 KKK가 회합을 가질 권리를 옹호했다. 1920년대 ACLU가 특별한 노력을 기울이지 않은 영역도 있는데, 예컨대 예술 검열, 수색과 압수, 사생활권, 도청 문제 등이다.
미국 공산당은 정부로부터 일상적으로 탄압을 받았기에 ACLU의 주요 의뢰인이 되었다. 한편으로 공산주의자들은 매우 공격적인 전술을 펼쳤고, 증인 선서를 하고 공산당 당적을 부인하는 등 종종 불법적인 행동을 했다. 이로 인해 공산주의자들과 ACLU는 자주 갈등을 빚었다. 때로 공산주의 지도자들은 ACLU를 공격하기도 했는데, 특히 공산주의자들이 소련을 비판하는 보수주의자들의 발언을 저해하려 하는 와중에 ACLU가 그들의 표현의 자유를 옹호할 때 그러했다. 두 집단 사이의 이런 불편한 관계는 수십 년 동안 이어졌다.

### 2차대전 시기
2차대전 중 ACLU의 활동 이력은 매우 양가적이었다. 1차대전 때에 비해 반란 선동 죄목의 기소는 매우 적었지만, 그렇다고 루스벨트 대통령이 윌슨 대통령보다 반체제 인사에 더 포용적인 것은 아니었다. 주된 이유는 진주만 공격 이후 거의 모든 미국인이 전쟁을 위해 일치단결했기 때문에 검사들이 기소할 만한 대상이 적었기 때문이라고 여겨진다.
루스벨트는 전쟁 이전 자신의 주요 비판자들에게 법적 조치를 취하도록 법무부 장관 프랜시스 비들에게 계속해서 압력을 주었다. 부분적으로는 대통령을 만족시키려는 목적에서 비들은 그다지 유명하지 않은 인사 30명을 스미스 법 위반 혐의로 기소했다. 피고인 다수는 서로를 알지 못했고 그들의 주소지도 미국 이곳저곳에 흩어져 있었지만, 1944년의 반란 선동 재판으로 워싱턴 D.C.에서 동시에 재판을 받았다. 로저 볼드윈, 노먼 토머스, 서굿 마셜 등의 지도부 인원은 ACLU가 공개적으로 재판에 항의해야 한다고 주장했지만(볼드윈은 이 재판이 "극악무도"(monstrous)하다고 했다), 이사회가 허락하지 않았다.
전시 언론 통제에 대한 ACLU의 활동 기록 역시 양가적이다. 미국 우정청이 찰스 코글린 신부의 잡지 《사회 정의》의 정기간행물 발송 자격을 박탈했을 때 ACLU는 침묵했다. 반면에 사회주의 노동자당의 주간지 《투사》(The Militant)와 《보이즈 밸리 헤럴드》지의 발간인들이 발송 자격을 박탈당했을 때에는 법적인 도움을 제공했다. ACLU는 FBI 등의 정부 기관이 흑인 언론에 가한 광범위한 초법적 탄압을 막지 못했다. 이런 불충분함으로 말미암아 ACLU는 "1차대전 중에 태어나 2차대전 중에 죽었다"는 말을 듣게 되었다.
일본의 진주만 공격으로부터 두 달 후, 루스벨트는 행정명령 9066호를 내려 미국 서해안의 모든 일본계 미국인을 내륙 지역의 수용소에 가둘 수 있게 했다. 수용소에 갇힌 일본계 미국인은 2/3 이상이 미국에서 태어난 시민권자였고, "동화 불가능한" 인종으로서 시민권이 없는 이민 1세대뿐만이 아니었다. 미 육군이 서해안에서 일본계 미국인의 "소개"를 시작하면서 ACLU 내부의 의견은 점차 분열되었다. 이사회는 일본계 시민 추방을 반대하지 않기로 결정했다. 6월 22일에 ACLU는 서해안 지부들에 정부가 그런 조치를 취할 헌법적 권리가 없다고 주장하는 사건들을 지원하지 말라고 지시했다. ACLU의 서해안 지부들은 처음부터 반일 감정의 물결에 보다 직접적으로 맞서고 있었다. 고든 히라바야시의 소송을 지원하고 있던 시애틀 지부는 자신들이 시작한 일을 계속하도록 ACLU와 연계되지 않은 별개의 위원회를 만들었다. 로스앤젤레스 지부의 변호사 A. L. 위린은 어니스트 킨조 와카야마의 소송을 계속해서 대리하되, 헌법에 관련된 주장은 하지 않았다. 위린은 와카야마 등 일본계 미국인들을 변호했다는 이유로 개인적으로 많은 의뢰인을 잃었다. 샌프란시스코 지부는 6월 22일 이전에 시작된 프레드 코레마츠 사건 지원을 중단하기를 거부했다.
서해안 지부들은 시범적으로 법정에 끌고 갈 사건을 원했다. 하지만 강제수용 명령에 불복종할 의향이 있으면서 동시에 ACLU가 바라는 대로 대중의 공감을 살 만한, 미국화된 일본계 미국인 피고를 찾는 것은 쉽지 않았다. 강제수용 명령을 받은 120,000명의 일본계 미국인 가운데 단 12명만이 불복했고, 그 중 코레마츠, 히라바야시, 그 외 2명의 소송만이 대법원까지 올라갔다. 히라바야시 대 미국 사건은 1943년 5월에 대법원에 올랐고, 대법관들은 미국 정부에 일본계 미국인들을 서해안에서 배제할 권리가 있음을 확인했다. 비록 일찍이 로스앤젤레스 지부에 히라바야시를 돕는 것을 중단하라고 강요하기는 했지만, ACLU는 이 사건에 1,000달러를 지원하고 법정조력자로서 서면을 제출했다. 변호인의 온건한 변론에 불만족한 베시그는 히라바야시의 헌법적 권리를 직접적으로 언급한 서면을 추가로 제출했다. 한편 A. L. 위린은 야스이 대 미국 사건에서 변호인 중 하나가 되었다. (야스이 사건은 히라바야시 사건과 같은 날에 같은 판결이 나왔다.) 하지만 그는 ACLU 중앙에서 내린 지침의 범위 안에서 변론했다. 유리한 판결을 받은 유일한 사건인 엔도 사건에서도 ACLU는 법정조력자로서 2건의 서면을 냈다.
코레마츠 대 미국 사건은 이 가운데 가장 큰 논란을 불러왔다. 샌프란시스코 지부의 베시그와 콜린스는 시민을 거주지에서 내쫓을 정부의 권리에 이의를 제기하지 말라는 ACLU 중앙의 압력을 거부했다. ACLU 이사회는 샌프란시스코 지부의 ACLU 가맹을 취소할 수도 있다고 위협했다. 한편 볼드윈은 콜린스에게 대표 변호인 자리를 자신에게 양보하라고 설득하려 했으나 실패했다. 콜린스는 결국 찰스 호스키와 공동으로 변호를 맡는 데 동의했지만, 대법원에서 그들의 변론은 여전히 코레마츠가 불복한 명령의 위헌성에 바탕을 둔 것이었다. 1944년 12월, 대법원은 이 사건에서도 또다시 일본계 미국인을 강제 이동시킬 정부의 권리를 인정했다. 다만 코레마츠, 히라바야시, 야스이의 유죄 판결은 1980년대에 재심으로 뒤집어졌다. 훗날 법학자 피터 아이언스는 행정명령 9066의 위헌성을 직접 주장하지 못하게 한 ACLU 중앙의 결정이 "대법원에서 이들 사건의 효과적인 변론을 가로막았다"고 평가했다.

### 냉전 시기
1946년 냉전이 시작되면서 반공 정서가 미국을 휩쓸었다. 연방 차원의 수사로 인해 공산주의 또는 좌파 단체와 연루된 많은 사람들이 직장을 잃거나, 블랙리스트에 오르거나, 감옥에 갇혔다. 1940년에 ACLU의 지도부에서 공산주의자들이 숙청되면서 내부 분열이 일었고, 이러한 분열은 1940년대 후반 공산주의 혐의자들을 변호해야 할지를 두고 논쟁이 벌어질 때까지도 계속되었다. ACLU의 지도자들 중 일부는 반공주의자였고 ACLU가 그들을 변호해선 안 된다고 생각했다. 일부 지도자들은 공산주의자들도 표현의 자유를 누릴 권리가 있으며 ACLU가 그들을 변호해야 한다고 생각했다. 다른 지도자들은 공산주의자들이 어느 정도의 위협을 제기하는지를 확신하지 못했고 양극단 사이에서 타협을 이끌어내려 시도했다. 이런 양가적인 상태는 1954년까지 계속되었는데, 결국 표현의 자유를 주장하는 파벌이 승리했고 대부분의 반공주의자들이 지도부에서 사임하게 되었다. 1947년에 트루먼 대통령은 행정명령 9835호를 발동해 연방 충성심 프로그램(Federal Loyalty Program)을 만들었다. 이는 법무장관으로 하여금 체제 전복적이라 여겨지는 단체들의 목록을 만들게 했다. 이 목록에 오른 단체들은 그 사실을 통지받지 못했고, 항변할 기회도 없었으며, 정부는 목록 등재에 대한 어떠한 사실적 근거도 제시하지 않았다. ACLU 지도부는 연방 충성심 프로그램을 반대해야 할지를 두고 의견이 나뉘었지만, 그에 대항하는 몇몇 시도에 성공했다.
1947년에는 또 미국 하원의 비미 활동 위원회가 할리우드 감독과 작가 10명(할리우드 텐)을 소환하여 그들이 아는 공산주의자를 지목하라고 요구했다. 이들은 증언을 거부했고, 모두 의회 모독죄로 수감되었다. ACLU는 여러 예술가들의 항소를 지원했지만 패소했다. 할리우드의 기성 세력은 비미 활동 위원회의 청문회로 공포에 빠져, 좌파 단체와 연관된 사람이 일을 구할 수 없도록 블랙리스트를 만들었다. ACLU는 할리우드 블랙리스트에 대한 법적 도전을 지원했지만 실패했다. ACLU는 교육 활동에서는 비교적 성공을 거두었다. 배우 진 뮤어가 블랙리스트에 오른 데 대응하여 ACLU의 지도 아래 작성된 1952년 보고서 〈The Judges and the Judged〉는 블랙리스트 작성 과정의 불공정하고 비윤리적인 행위들을 밝혔고, 대중이 점차 매카시즘에 반대하는 의견을 갖도록 하는 데 도움이 되었다.

### 워터게이트 시기

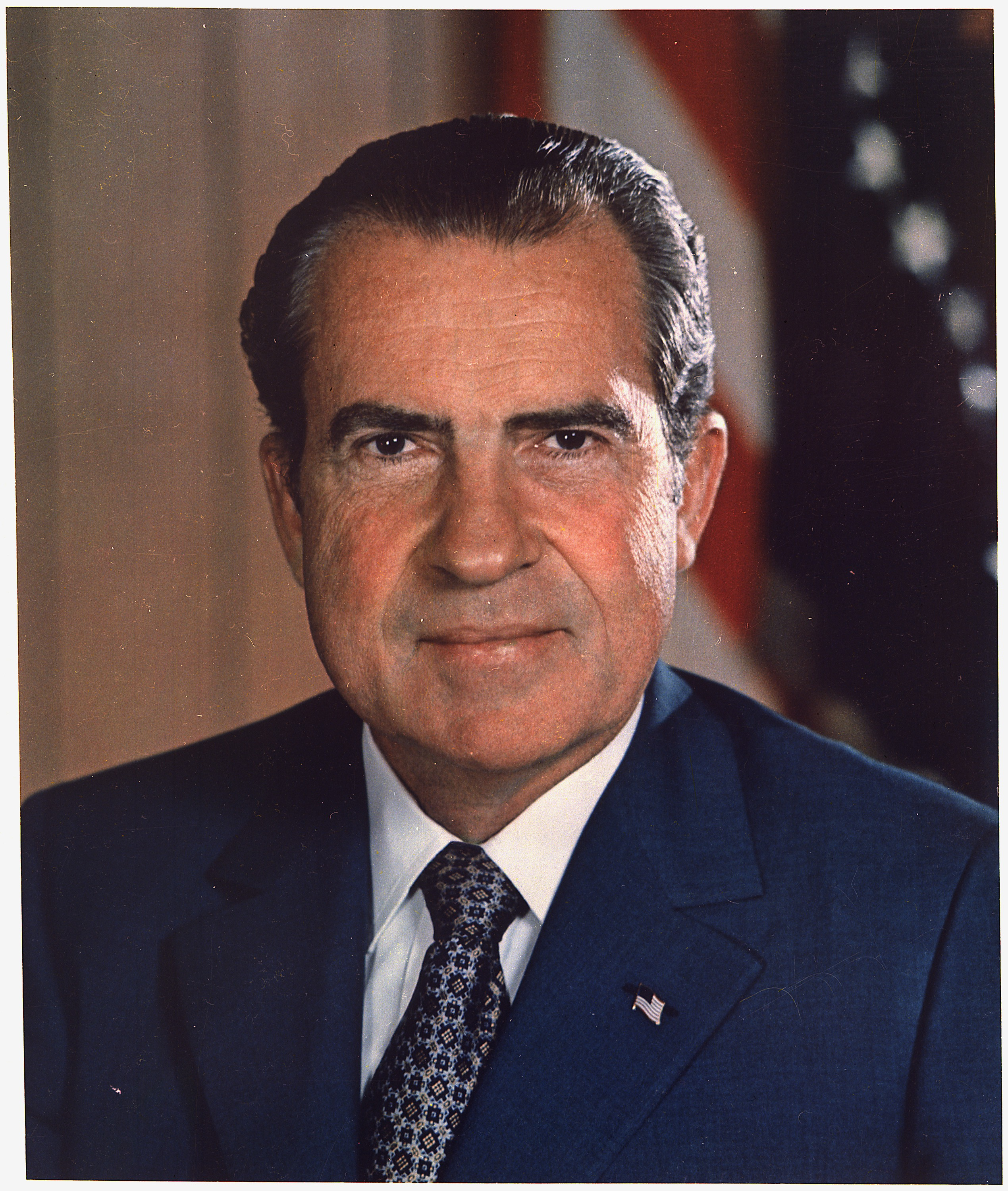
ACLU는 리처드 닉슨 대통령의 탄핵을 주장한 최초의 전국적 단체였다.

ACLU는 1971년에 정부를 상대로 펜타곤 문서를 공개할 것을 요구하며 《뉴욕 타임스》가 제기한 소송을 조력했다. 뉴욕 타임스 대 미국 사건에서 법원은 뉴욕 타임스와 ACLU의 손을 들어 주었고, 정부는 기밀 정보의 출판을 미리 금지할 수 없으며 출판된 뒤에야 행동을 취할 수 있다고 판시했다.
1973년 9월 30일에 ACLU는 리처드 닉슨 대통령의 탄핵을 공개적으로 주장한 최초의 전국적 단체가 되었다. 시민의 자유에 대한 여섯 건의 침해가 그 근거로 제시되었는데, "정치적 반대의 권리의 구체적이고 증명된 침해, 의회의 전쟁 선포 권한 침해, 범죄를 저지른 개인적 비밀경찰 창설, 대니얼 엘스버그의 재판에 관여하려는 시도, 사법 제도의 왜곡과 다른 연방기관의 악용"이 그것이었다. 한 달 후, 하원이 닉슨에 대한 탄핵 청문회를 시작한 뒤, ACLU는 "닉슨 대통령의 탄핵을 실현하기 위해 시민들이 할 수 있는 17가지 일"이라는 제목의 56쪽짜리 책자를 펴냈다. 이러한 결정은 베트남전을 반대하기로 한 과거의 결정과 결합되어 많은 ACLU의 비판자들, 특히 보수주의자들로 하여금 ACLU가 자유주의 성향의 정치 단체로 변모했다고 생각하게 하는 근거가 되었다.

## 참고 문헌
- Alley, Robert S. (1999). 《The Constitution & Religion: Leading Supreme Court Cases on Church and State》. Amherst, New York: Prometheus Books. ISBN 978-1-57392-703-1.
- Beito, David T. (2023). 《The New Deal's War on the Bill of Rights: The Untold Story of FDR's Concentration Camps, Censorship, and Mass Surveillance》 1판. Oakland: Independent Institute. 4–7쪽. ISBN 978-1598133561.
- Bodenhamer, David, and Ely, James, Editors (2008). The Bill of Rights in Modern America, second edition. Indiana University Press. ISBN 978-0-253-21991-6.
- Donohue, William (1985). The Politics of the American Civil Liberties Union. Transaction Books. ISBN 0-88738-021-2.
- Kaminer, Wendy (2009). Worst Instincts: Cowardice, Conformity, and the ACLU. Beacon Press. ISBN 978-0-8070-4430-8. ACLU의 한 회원이 9·11 테러 이후 ACLU의 행동이 창립자들의 핵심 원칙을 거스르고 있다고 비판한 책.
- Kauffman, Christopher J. (1982). 《Faith and Fraternalism: The History of the Knights of Columbus, 1882–1982》. Harper and Row. ISBN 978-0-06-014940-6.
- Lamson, Peggy (1976). Roger Baldwin: Founder of the American Civil Liberties Union. Houghton Mifflin Company. ISBN 0-395-24761-6.
- Walker, Samuel (1990). In Defense of American Liberties: A History of the ACLU. Oxford University Press. ISBN 0-19-504539-4.

## 더 읽기
- Klein Woody, and Baldwin, Roger Nash (2006). Liberties lost: the endangered legacy of the ACLU. Greenwood Publishing Group, 2006. A collection of essays by Baldwin, each accompanied by commentary from a modern analyst.
- Krannawitter, Thomas L. and Palm, Daniel C. (2005). A Nation Under God?: The ACLU and religion in American politics. Rowman & Littlefield.
- Sears, Alan, and Osten, Craig (2005). The ACLU vs America: Exposing the Agenda to Redefine Moral Values. B&H Publishing Group.
- Smith, Frank LaGard (1996). ACLU: The Devil's Advocate: The Seduction of Civil Liberties in America. Marcon Publishers.

### 기록물
- American Civil Liberties Union of Southern California records. 754상자. UCLA Library Special Collections.
- American Civil Liberties Union of Washington.  1917–2019. Labor Archives of Washington. University of Washington Special Collections. 188.31세제곱피트(마이크로필름 릴 13개와 비디오카세트 1개 포함) 및 상자 62개와 포스터 2장.
- American Civil Liberties Union of Michigan: Detroit Branch Records 1952–1966. Walter P. Reuther Library, Detroit, Michigan. ACLU 디트로이트 지부의 초기 역사를 기록했다. 학문의 자유, 검열, 정교분리, 시민의 자유, 경찰 폭력, 비미 활동 위원회, 수감자에 대한 법적 조력 등에 관한 문서들이 포함되어 있다.
- American Civil Liberties Union of Oakland County, Michigan 1970–1984. Walter P. Reuther Library, Detroit, Michigan. 해당 지부가 오클랜드군 내 감옥의 실태, 거짓말 탐지기 사용, 노인의 주거권, 사형제 재도입 문제를 다루기 위해 설립되었음을 보여준다.
- American Civil Liberties Union Records, Princeton University. ACLU의 역사를 포함한 1917년 ~ 1950년 문서 기록.
- Debs Pamphlet Collection 보관됨 8월 12, 2020 - 웨이백 머신, Indiana State University Library. PDF 형식의 연간 ACLU 보고서 모음.
- List of 100 most important ACLU victories (through 2002). New Hampshire Civil Liberties Union
- 기밀 해제된 ACLU 관련 기록, FBI

### ACLU가 출판하거나 후원한 저작
- Annual Report – American Civil Liberties Union, American Civil Liberties Union, 1921.
- Black Justice, ACLU, 1931.
- How Americans Protest, American Civil Liberties Union, 1963.
- Secret detention by the Chicago police: a report, American Civil Liberties Union, 1959.
- Report on lawlessness in law enforcement, Wickersham Commission, Patterson Smith, 1931. 이 보고서는 ACLU가 작성했지만 위커셤 위원회의 지원으로 발간되었다.
- Miller, Merle, (1952),  The Judges and the Judged, Doubleday.
- ACLU organization records, 1947–1995. Princeton University Library, Mudd Manuscript Library.
- The Dangers of Domestic Spying by Federal Law Enforcement, American Civil Liberties Union, 2002.
- Engines of Liberty: The Power of Citizen Activists to Make Constitutional Law, David D. Cole, 2016